# Безбожник (Мурашинський район)
Безбо́жник (рос. Безбожник) — селище у складі Мурашинського району Кіровської області, Росія. Адміністративний центр Мурашинського сільського поселення.
Населення становить 2363 особи (2010, 2934 у 2002).
Національний склад станом на 2002 рік — росіяни 93 %.